# Троицкое (Ростовская область)
Троицкое — село в Неклиновском районе Ростовской области. Административный центр Троицкого сельского поселения.

## География
Расположено на левом берегу Миуса в 10 км к северу от Таганрога.

## История
Первое упоминание о местности, где сейчас расположено село Троицкое Неклиновского района Ростовской области, относится к 1769 году.
Весной 1769 года на левый берег реки по распоряжению Коша (главного управляющего ) пришли более 500 душ казачьих семей. До июня они занимались рыболовством, а потом часть из них стала возводить себе постоянное жильё — землянки и мазанки. В августе переселенцев прибавилось (запорожские казаки, казённые крестьяне), и через месяц на Миусе образовались три слободы: Первая (Нижняя), Вторая (Средняя) и Третья (Верхняя). Со временем они получили новые названия по церковным праздникам — во имя святителя Николая, Святой Троицы и Покрова. Теперь эти слободы зовутся сёлами: Николаевка, Троицкое, Покровское.
До 1769 года, пока не образовалась Средняя слобода, на месте нашего села стояла военная застава, которая была построена по указу Елизаветы Петровны и с 1747 года по 1769 год защищала южные рубежи Российской империи и прикрывала город с тыла. Эти поселения не знали крепостного права, потому что находились на землях Донского воинства, тогда как на правом берегу, возникали помещичьи поселения.
В 1788 году на правом берегу реки Миус (напротив села Троицкого) подполковником Семёновым был основан посёлок, который затем в 1796 году был продан вместе с крепостными крестьянами И. Кошкину. Посёлок и получил название по фамилии нового владельца. К 1859 году в Троицком было 492 двора, 3713 жителей.
До 1917 года село интенсивно развивалось, присутствовали малые промышленные предприятия (маслоцеха, мельницы, кузнецы, предприятия по выделке кожи, пошив одежды и т. д.). Активно шла торговля на базарах. Количество жителей достигло более десяти тысяч.
До 1920 года данная местность входила в состав области Войска Донского. С 1920 по 1924 год — в состав Украины. С 1924 по 1934 год территория была включена в Матвеево-Курганский район. С 1937 года входит в состав Ростовской области.
Нынешнее Троицкое сельское поселение с пятью населёнными пунктами (село Троицкое, село Кошкино, посёлок Луначарский, посёлок, станция Кошкино) входит в состав Неклиновского района.

## Население
| 2010 |
| ---- |
| 3338 |

## Достопримечательности
- Церковь Воздвижения Креста Господня